# L'amore mi fa male
L'amore mi fa male è un singolo del gruppo musicale italiano Le Vibrazioni, pubblicato il 7 giugno 2019.

## Descrizione
Il brano è stato scritto da Giulia Anania, Valerio Carboni, Luca Chiaravalli, Francesco Sarcina e Marta Venturini.
Il singolo è entrato in rotazione radiofonica dal 21 giugno successivo.